# 더 가까이
《더 가까이 이선영입니다》는 대한민국의 방송국인 한국방송공사의 라디오 채널 KBS Cool FM(수도권 89.1MHz)과 U-KBS MUSIC에서 매일 오전 3시부터 오전 4시 55분까지 요조의 히든 트랙의 후속으로 편성된 라디오 프로그램이다. 문자번호는 #0262이다.
이 프로그램이 원래 DMB 프로그램으로 편성되다 보니, DMB 고유번호인 #0262와 #8910을 혼용하고 있다. 그러나 DMB 본방송 시간인 밤 10시-12시 사이에는 KBS 제2FM에서 방송되는 이홍기의 키스 더 라디오와의 시간 겹침 방지를 위하여, #0262로 참여를 받고 있다. 단, 쿨FM 방송시간인 새벽 3시-5시에는 #0262와 #8910 모두 사용 가능하다.
2017년 9월 4일부터 2018년 1월 23일까지 방송사 사정으로 재방송되었다.
※이 프로그램은 녹음방송이다.

## 역대 진행자
- 1대 최다니엘: 2013년 5월 1일~2013년 10월 27일(평일)/조원선: 2013년 7월 21일~2013년 10월 27일(주말)
- 2대 정지원: 2013년 10월 28일~2014년 12월 31일
- 3대 고민정: 2015년 1월 1일~2017년 1월 22일
- 4대 이승현: 2017년 1월 23일~2018년 2월 25일
- 5대 이선영: 2018년 2월 26일~2018년 5월 13일

## 매일 코너
- 더 가까이 쓰담쓰담
- 지구에서 온 편지
- 깊은 밤 부엉이의 노래
- 영화 속 그 남자 그 여자/노래 속 그 남자 그 여자/작은날개 큰 바람/오래전 그 날/뜨거운 것이 좋아

## 요일 코너
- 토 <Best of Best>
- 일 <Take 5>, <디렉터스컷>

## dmb only)
- 쿨FM에서는 새벽 4시 55분에 방송종료 및 시작멘트를 내보내야 하는 상황이 발생하게 된다. 이 문제를 해결하기 위해, 공식적인 '끝곡'은 DMB와 쿨FM 공통으로 나가고 DMB 본방송 청취자에 한해 끝곡 뒤에 한 곡을 더 이어주는 형태로 진행되고 있다.
- 선곡표 하단에 dmb only) 로 표시된 노래는 DMB 본방송(10시-12시) 사이에만 들을 수 있다.

## 비고
- 재방송의 경우 KBS 관악산 송신소 정기 점검 관계로 매달 넷째주 수요일 새벽에는 방송되지 않는다 - DMB, 쿨FM 모두.
- 이 프로그램은 쿨FM 프로그램 중 유일하게 광고 방송을 하지 않음에 따라, 새벽 4시 시보도 없다.
- 단, DMB 본방송의 경우는 문제 없이 '매일' 방송되며 밤 11시 시보가 없다.